# Vicente Gotor Santamaría
Vicente Miguel Gotor Santamaría (Calatayud, Zaragoza, 1947) es un químico español. Fue rector de la Universidad de Oviedo.

## Biografía
Nació en Calatayud, Aragón, en 1947. Estudió química, licenciándose en 1970 en Ciencias Químicas y doctorándose en 1974 por la Universidad de Zaragoza. En 1975 se trasladó a Alemania en donde trabajó como becario de la Sociedad Max Planck en el Max-Planck-Institut für Kohlenforschung de Mülheim an der Ruhr. En 1977 regresó a España llegando a Oviedo tras obtener una plaza de profesor adjunto en la Universidad de Oviedo. En 1981 se convierte en profesor agregado por la Universidad de Valladolid. En 1982 regresa a Oviedo y en 1983 se convierte en catedrático de química en la Facultad de Química de la universidad de Oviedo. En 2003 fue elegido director del departamento de química orgánica e inorgánica de la universidad de Oviedo.
En 2004 se presentó como candidato a rector de la universidad de Oviedo, elecciones que ganó Juan Antonio Vázquez García. Ganó las siguientes elecciones, el 23 de abril de 2008, y fue reelegido el 15 de marzo de 2012, en ambos casos frente a la candidatura de Paz Andrés Sáenz de Santamaría, consiguiendo ser en la segunda elección el rector más votado de la historia de la universidad de Oviedo, con más de dos terceras partes de los votos. Fue sucedido como rector de la Universidad de Oviedo en 2016 por Santiago García Granda.